# 魚行
魚行，又稱魚桁仔，是新北市雙溪區的一個地名，位於該區東部偏北，範圍大致為魚行里北半部、共和里東部北段地帶。

## 歷史
台灣清治末期，魚行地區為一街庄，稱為「魚行庄」，隸屬於三貂堡。該庄東北與丹裡庄為鄰，東與長潭庄為鄰，東南一小段與槓仔藔庄為鄰，南邊為枋腳庄、丁仔蘭坑庄，西邊及西北邊為頂雙溪庄。
1901年（日治明治三十四年）11月，該庄隸屬於基隆廳，編入第八區。1905年（明治三十八年）7月，第八區、第九區合併為「頂雙溪區」。1920年（大正九年），該庄改制為「魚行」大字，隸屬於臺北州基隆郡雙溪庄，大字下有「新店」、「粗坑子」、「頂坪」、「坑子內」、「公館」、「魚杭子」、「頂坑」、「內厝」、「八股」、「登子蘭坑口」、「乾溪子」、「礁溪子」小字名。
戰後雙溪庄改制為雙溪鄉，隸屬於臺北縣，大字亦改制為村。2010年（民國99年）12月，臺北縣升格為新北市，雙溪鄉改制為雙溪區，村改制為里。

## 交通
台鐵宜蘭線橫向經過魚行地區中南部，境內未設站，東邊最近為貢寮車站，由此往東轉西南可前往宜蘭、羅東、花蓮、台東等地；西邊最近為雙溪車站，由此往西可在八堵車站連接縱貫線以前往基隆、台北、桃園、新竹及中南部各地。
省道台2丙線又稱基福公路，經過本地區中南部，由此往東可前往貢寮市區，隨後於福隆接上省道台2線本線，往西可前往雙溪、平溪、基隆市暖暖區等地。